# Dominikanerinnenkirche (Krakau)
Die Maria-Schnee-Kirche (polnisch Kościół Matki Boskiej Śnieżnej), die Kirche auf dem Gródek (poln. Kościół na Gródku), oder auch Dominikanerinnenkirche (poln. Kościół Dominikanek) in Krakau ist eine katholische Kirche an der ul. Mikołajska 21, im östlichen Teil der Krakauer Altstadt im Stadtteil Gródek. Sie befand sich unmittelbar an der Stadtmauer, bevor diese abgetragen wurde. Das Metzgertor wurde in das Klostergebäude integriert, womit es eines der wenigen erhaltenen Fragmente der Krakauer Stadtmauer darstellt.

## Geschichte

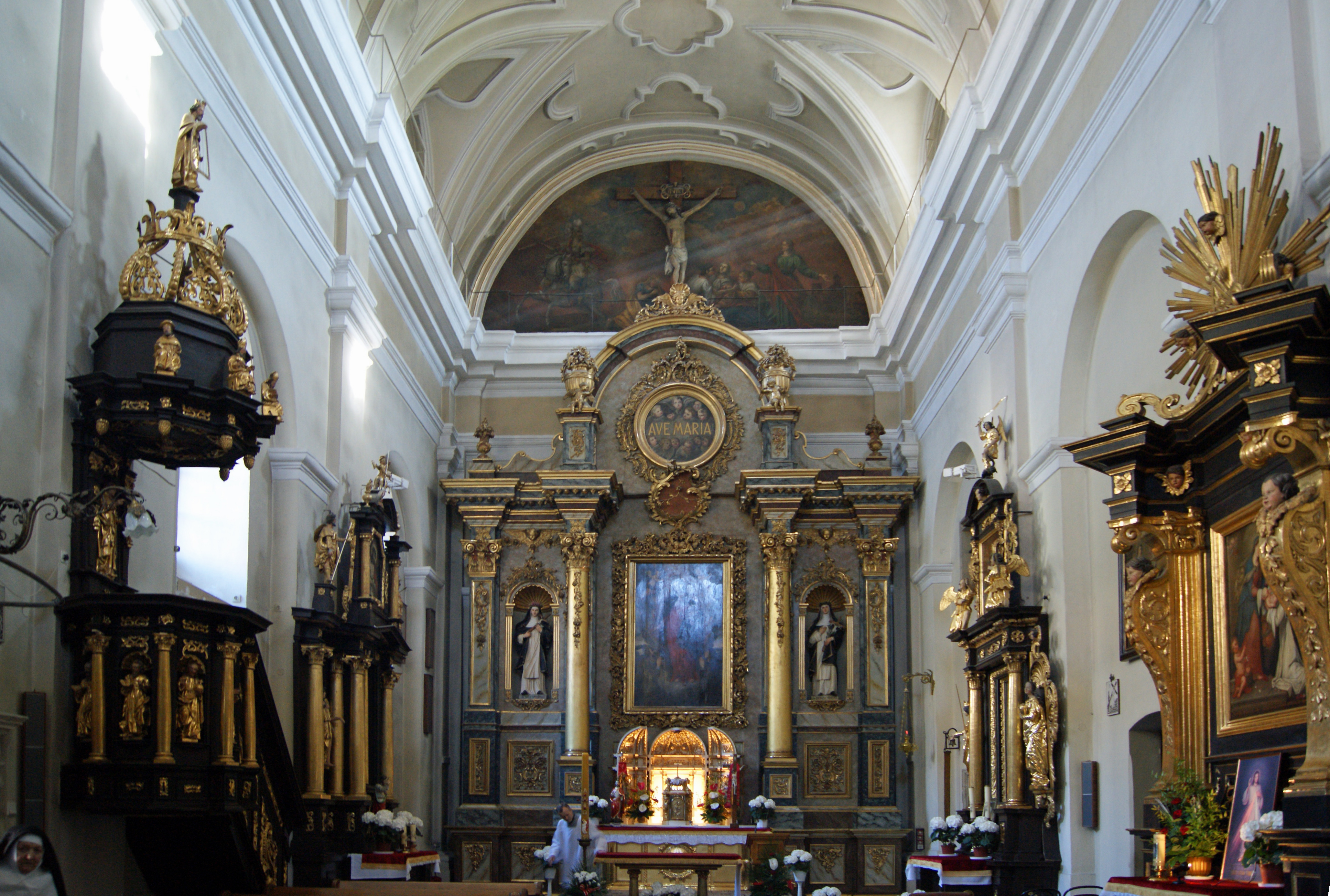
Innenraum

Die Kirche und das Kloster wurden von Anna Branicka als Votum für die siegreiche Schlacht gegen das osmanische Reich bei Chocim, an der unter anderem ihr Sohn Stanisław Lubomirski beteiligt war, gestiftet. Die Kirche wurde an die Stadtmauer gebaut, wobei das Metzgertor, auch Gródek-Tor genannt, in das Klostergebäude integriert wurde. Sie befindet sich auf den Ruinen der Burg des Vogts Albert, die 1312 geschleift wurde. Die Kirche wurde jedoch bereits während der Schwedischen Sintflut Mitte des 17. Jahrhunderts stark beschädigt, jedoch danach zügig wieder restauriert.